# 马尔塔 (拉齐奥)
马尔塔（義大利語：Marta），是意大利维泰博省的一个市镇。总面积33.34平方公里，人口3574人，人口密度107.2人/平方公里（2009年）。ISTAT代码为056034。